# خاویر زانتی
خاویر آدلمار زانتی (به اسپانیایی: Javier Adelmar Zanetti) (زادهٔ ۱۰ اوت ۱۹۷۳) بازیکن پیشین فوتبال اهل آرژانتین است. او هم اکنون به عنوان نایب رئیس باشگاه فوتبال اینتر میلان در حال فعالیت است.
شماره ۴ زانتی در باشگاه فوتبال اینتر میلان برای همیشه بایگانی شده است. او با ۸۵۸ بازی رکورد دار بیشترین بازی با پیراهن نراتزوری است. 
زانتی همواره یکی از بهترین مدافعان راست تاریخ فوتبال در نظر گرفته می‌شود. او به خاطر قاطعیت، ثبات و تلاش زیاد و همچنین نظم در دوران حرفه ایی خود همواره مورد ستایش قرار گرفته است.

## آغاز زندگی
خاویر آدلمار زانتی در بوئنوس آیرس از والدینی از طبقه کارگر با اصل و نسب ایتالیایی به دنیا آمد و در منطقه بندر در منطقه داک سود یکی از بدنام ترین مناطق شهر بزرگ شد. پدرش رودولفو آجرکار و مادرش ویولتا بونازولا نظافتچی بود. بنا به گزارش ها برخی از اجداد زانتی مهاجران ایتالیایی بودند که توسط جورجیو ریچی پس از اشغال آراکانیا (۱۸۶۱–۱۸۸۳) به جنوب شیلی آورده شدند.

## زندگی شخصی
۲۳ دسامبر ۱۹۹۹ زانتی با پائولا د لا فوئنته دوست دختر خود ازدواج کرد. آنها قبل از ازدواجشان ۷ سال با هم دوست بودند و در نزدیکی دریاچه کومو زندگی می کنند. ثمره ازدواج خاویر و پائولا یک دختر به نام سول (متولد ۱۱ ژوئن ۲۰۰۵) و دو پسر به نام های ایگناسیو (متولد ۲۷ ژوئیه ۲۰۰۸) و توماس (متولد ۹ مه ۲۰۱۲) دارند.
مادر زانتی، ویولتا بونازولا ساعاتی پس از قهرمانی باشگاه فوتبال اینتر میلان در فینال جام حذفی فوتبال ایتالیا ۲۰۱۱ بر اثر حمله قلبی درگذشت.

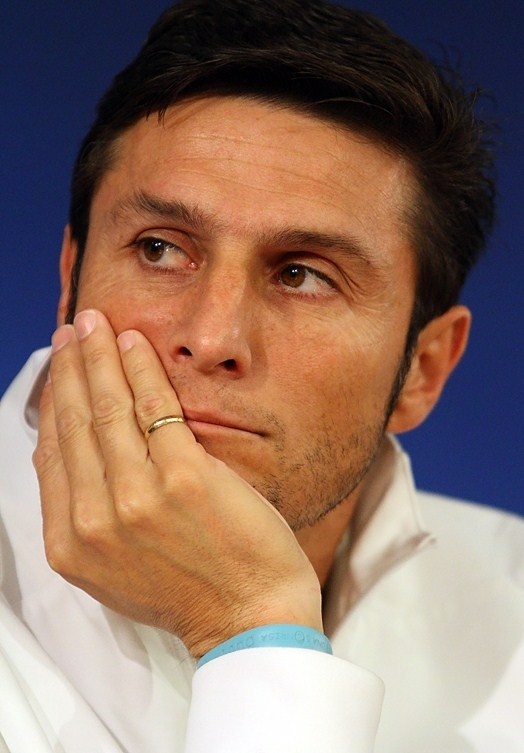
زانتی در سال ۲۰۱۱

برادر بزرگ زانتی سرجیو زانتی مدافع سابق فوتبال است. او یک کاتولیک معتقد است. دوست صمیمی او وسلی اسنایدر بازیکن سابق تیم ملی فوتبال هلند و باشگاه فوتبال اینتر میلان است و از او برای گرویدن به مذهب کاتولیک الهام گرفته است.
در سال ۲۰۰۱ او به همراه همسرش موسسه خیریه PUPI را تاسیس کرد. این بنیاد وظیفه تامین نیازهای اولیه کودکان، تامین غذا، آموزش، بهداشت و کمک به خانواده ها را بر عهده دارد.
در سال ۲۰۱۵ مستندی ۷۸ دقیقه ایی به اسم داستان زانتی در مورد خاویر زانتی ساخته شد.

## خداحافظی
زانتی در آخرین بازی خانگی در ورزشگاه جوزپه مه آتزا فصل ۱۴–۲۰۱۳ که در مقابل باشگاه فوتبال لاتزیو آخرین بازی خود را با پیراهن باشگاه فوتبال اینتر میلان انجام داد و از دنیای فوتبال برای همیشه خداحافظی کرد. باشگاه اینتر میلان برای این بازیکن مراسم خاص و با شکوهی را در آخر بازی برگزار کرد که چهره‌های شاخصی هم در این مراسم دیده می‌شدند.

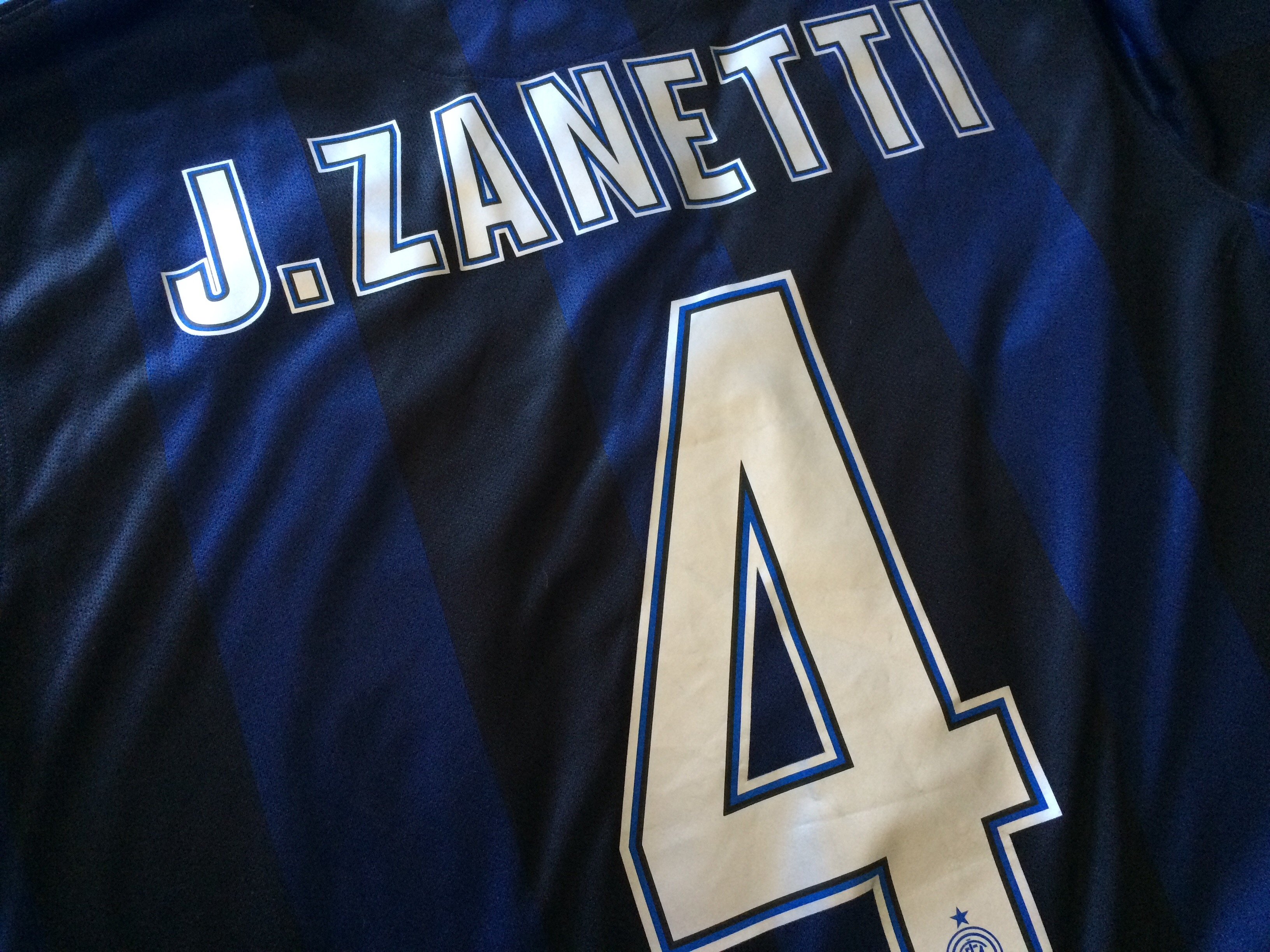
پیراهن شماره ۴ خاویر زانتی

در مهٔ ۲۰۱۵ طی یک مسابقه خیریه در سن سیرو پیراهن شماره ۴ باشگاه فوتبال اینتر میلان برای همیشه بایگانی شد.

## حرفه مدیریتی
در ژوئن ۲۰۱۴ اریک توهیر رئیس اینتر زانتی را برای یک دوره دو ساله به عنوان نایب رئیس منصوب کرد.  زانتی پس از تغییر مالکیت به گروه سانینگ و بعد از آن شرکت سرمایه‌گذاری اوک‌تری این نقش را حفظ کرد.

## عملکرد باشگاهی

### اتلتیکو تالرز
زانتی پس از جدا شدن از تیم جوانان باشگاه فوتبال ایندپندینته. شهر خود به باشگاه فوتبال اتلتیکو تالرز پیوست. تالرز اولین تیم حرفه‌ای خاویر جوان به حساب می‌آمد. زانتی تنها یک فصل در تیم تالرز توپ زد و در سال ۱۹۹۳ به باشگاه فوتبال بانفیلد در لیگ برتر فوتبال آرژانتین پیوست.

### اتلتیکو بانفیلد
در سال۱۹۹۳ زانتی زمانی که تنها ۲۰ سال داشت به باشگاه فوتبال بانفیلد پیوست. او اولین بازی خود را در تاریخ ۱۲ سپتامبر ۱۹۹۳ مقابل باشگاه فوتبال ریورپلاته انجام داد. ۲۹ سپتامبر نیز اولین گل خود را با پیراهن بانفیلد مقابل باشگاه فوتبال نیولز اولد بویز به ثمر رساند تا از شکست تیمش‌ جلو گیری کند. بازی‌های فوق‌العاده او برای بانفیلد باعث محبوبیت هواداران شد و همچنین باعث شد تا او به تیم ملی فوتبال آرژانتین دعوت شود. او همان سال اول حضورش در بانفیلد مورد توجه تیم هایی مثل باشگاه فوتبال ریورپلاته و باشگاه فوتبال بوکا جونیورز قرار گرفت اما زانتی تصمیم گرفت یک سال دیگر در باشگاه بماند. در نهایت سال ۱۹۹۵ به باشگاه فوتبال اینتر میلان پیوست.

### اینتر میلان
خاویر زانتی درسال ۱۹۹۵ به باشگاه فوتبال اینتر میلان پیوست. او اولین بازی خود را برای اینتر در ۲۷ اوت ۱۹۹۵ مقابل باشگاه فوتبال ویچنزا در میلان انجام داد. اولین گل خود را نیز در فینال جام یوفا ۱۹۹۸ در پیروزی ۳–۰ مقابل باشگاه فوتبال لاتزیو به ثمر رساند.
زانتی در اواخر سال ۲۰۰۱ به طور رسمی بازوبند کاپیتانی باشگاه را بر بازو بست. در آگوست ۲۰۰۳ زانتی قرارداد ۴ ساله را با باشگاه تا ژوئن ۲۰۰۷ تمدید کرد.

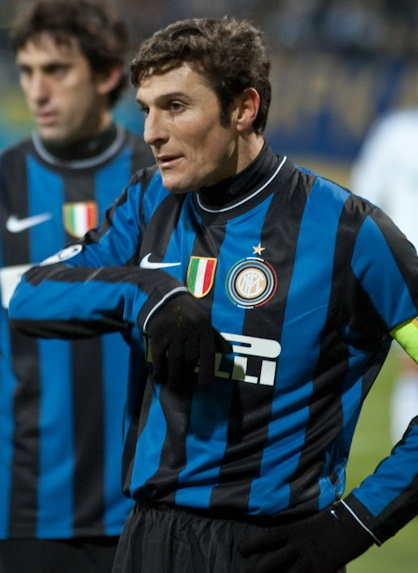
زانتی در در لباس باشگاه فوتبال اینتر میلان

در بازی خانگی مقابل باشگاه فوتبال آسکولی به چهار سال ناکامی خود در گل زنی پایان داد او آخرین بار در ۶ نوامبر ۲۰۰۲ در مقابل باشگاه فوتبال امپولی گلزنی کرده بود. در ۲۷ سپتامبر ۲۰۰۶ در برابر باشگاه فوتبال بایرن مونیخ زانتی پانصدمین بازی حرفه ای خود را برای اینتر انجام داد. او در تاریخ ۲۲ نوامبر ۲۰۰۶ صدمین بازی خود را برای نراتزوری در رقابت های اروپایی مقابل باشگاه فوتبال اسپورتینگ لیسبون انجام داد.
زانتی نقش مهمی در بازی سوپرجام فوتبال ایتالیا در سال ۲۰۰۸ مقابل باشگاه فوتبال آ.اس. رم ایفا کرد و آخرین ضربه پنالتی تیمش را به ثمر رساند و به قهرمانی تیمش کمک کرد. این اولین پنالتی او در دوران حرفه ای و سومین قهرمانیش در سوپرجام فوتبال ایتالیا بود. او ۶۰۰مین بازی خود را برای اینتر در ۲۴ سپتامبر ۲۰۰۸ با پیروزی ۱-۰ مقابل باشگاه فوتبال لچه انجام داد.

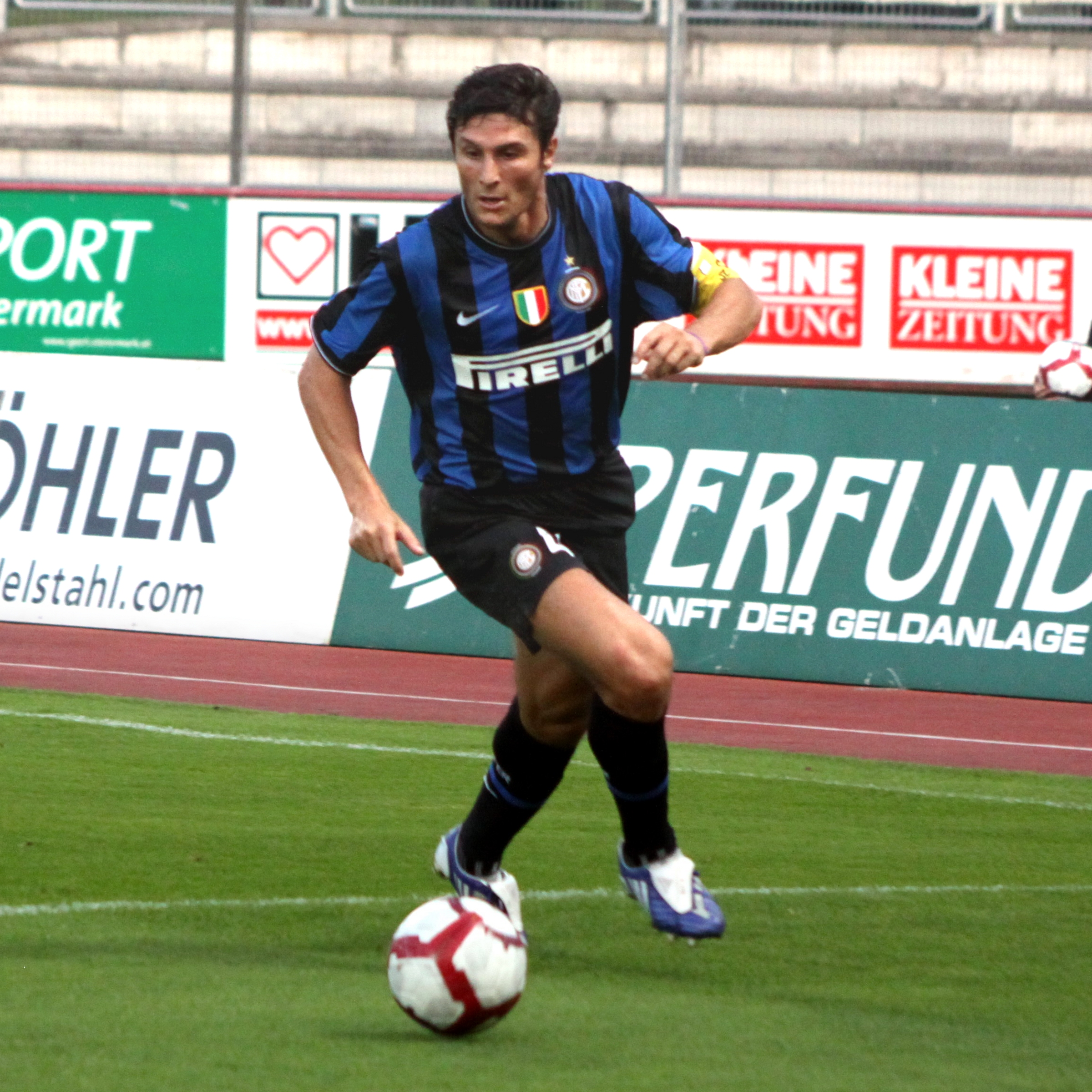
زانتی در حال بازی برای باشگاه فوتبال اینتر میلان در سال ۲۰۰۹

در ۲۴ اکتبر ۲۰۰۹ با بازی مقابل باشگاه فوتبال کاتانیا به رکورد ۴۷۶ بازی در سری آ جاچینتو فاکتی رسید.
اینتر در ۲۲ مهٔ ۲۰۱۰ در فینال لیگ قهرمانان اروپا ۲۰۱۰ را با نتیجه ۲–۰ باشگاه فوتبال بایرن مونیخ را شکست داد و به قهرمانی لیگ قهرمانان اروپا دست یافت. این هفتصدمین بازی زانتی برای باشگاه فوتبال اینتر میلان بود. او را به اولین بازیکنی تبدیل کرد که به عنوان کاپیتان یک باشگاه ایتالیایی سه گانه سری آ، کوپا ایتالیا و لیگ قهرمانان اروپا رسیده است.
در ۲۰ اکتبر ۲۰۱۰ با ۳۷ سال و ۷۱ روز زانتی به مسن ترین بازیکنی تبدیل شد که در لیگ قهرمانان اروپا گلزنی کرده است.

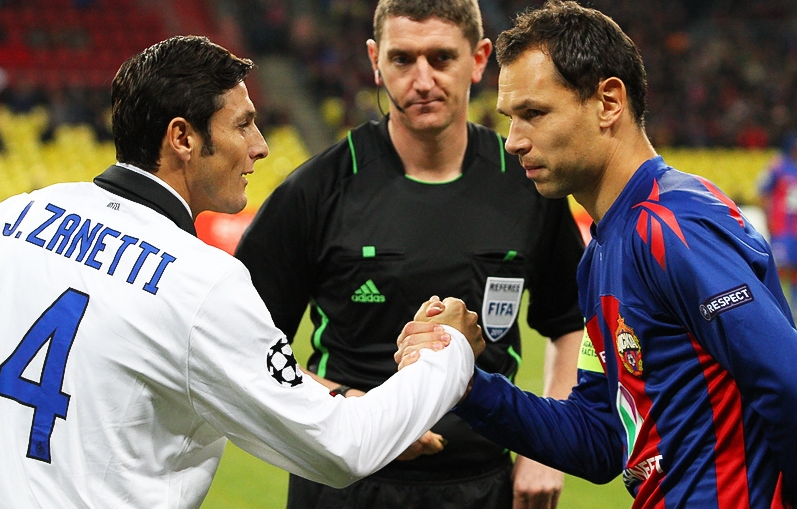
خاویر زانتی و سرگئی ایگناشویچ قابل از بازی اینتر و باشگاه فوتبال زسکا مسکو در سال ۲۰۱۱

در ۱۱ مه ۲۰۱۱ زانتی هزارمین بازی خود را به عنوان یک فوتبالیست حرفه ای انجام داد و در بازی برگشت نیمه نهایی کوپا ایتالیا برای اینتر مقابل باشگاه فوتبال آ.اس. رم بازی کرد. در ۲۰ سپتامبر ۲۰۱۱ زانتی با بازی خود مقابل باشگاه فوتبال نووارا رکورد بیشترین بازی برای اینتر که قبلا در اختیار جوزپه برگومی بود را پشت سر گذاشت. 
در ۲۹ آوریل ۲۰۱۴ اریک توهیر رئیس اینتر اعلام کرد که زانتی در پایان فصل ۱۴–۲۰۱۳ بازنشسته خواهد شد و به عنوان نایب رئیس باشگاه فعالیت خواهد کرد. آخرین بازی زانتی در جوزپه مه آتزا مقابل باشگاه فوتبال لاتزیو در تاریخ ۱۰ مهٔ ۲۰۱۴ بود.
خاویر زانتی در طی ۱۹ سال حضور خود در اینتر میلان ۸۵۸ بازی با پیراهن این تیم انجام داد و ۲۱ گل به ثمر رساند. او ۱۶ جام‌ (۵ بار سری آ، ۴ بار کوپا ایتالیا، ۴ سوپر جام فوتبال ایتالیا، ۱ بار لیگ اروپا، لیگ قهرمانان اروپا و جام باشگاه های جهان) را به دست آورد که ۱۵ تا از این جام‌ها را به عنوان کاپیتان تیم بالای سر برد.

## آمار باشگاهی
| باشگاه              | فصل                 | لیگ                      | لیگ  | لیگ | جام حذفی | جام حذفی | قاره‌ای | قاره‌ای | دیگر | دیگر | مجموع | مجموع |
| باشگاه              | فصل                 | دسته                     | بازی | گل  | بازی     | گل       | بازی   | گل     | بازی | گل   | بازی  | گل    |
| ------------------- | ------------------- | ------------------------ | ---- | --- | -------- | -------- | ------ | ------ | ---- | ---- | ----- | ----- |
| اتلتیکو تالرز       | ۱۹۹۲–۹۳             | پریمرا ناسیونال          | ۳۳   | ۱   | ۰        | ۰        | _      | _      | _    | _    | ۳۳    | ۱     |
| مجموع اتلتیکو تالرز | مجموع اتلتیکو تالرز | مجموع اتلتیکو تالرز      | ۳۳   | ۱   | ۰        | ۰        | _      | _      | _    | _    | ۳۳    | ۱     |
| بانفیلد             | ۹۴–۱۹۹۳             | لیگ برتر فوتبال آرژانتین | ۳۷   | ۱   | ۰        | ۰        | _      | _      | _    | _    | ۳۷    | ۱     |
| بانفیلد             | ۹۵–۱۹۹۴             | لیگ برتر فوتبال آرژانتین | ۲۹   | ۳   | ۰        | ۰        | _      | _      | _    | _    | ۲۹    | ۳     |
| مجموع اتلتیکو تالرز | مجموع اتلتیکو تالرز | مجموع اتلتیکو تالرز      | ۶۶   | ۴   | ۰        | ۰        | _      | _      | _    | _    | ۶۶    | ۴     |
| اینتر میلان         | ۹۶–۱۹۹۵             | سری آ                    | ۳۲   | ۲   | ۵        | ۰        | ۲      | ۰      | _    | _    | ۳۹    | ۲     |
| اینتر میلان         | ۹۷–۱۹۹۶             | سری آ                    | ۳۳   | ۳   | ۵        | ۱        | ۱۲     | ۰      | _    | _    | ۵۰    | ۴     |
| اینتر میلان         | ۹۸–۱۹۹۷             | سری آ                    | ۲۸   | ۰   | ۴        | ۰        | ۹      | ۲      | _    | _    | ۴۱    | ۲     |
| اینتر میلان         | ۹۹–۱۹۹۸             | سری آ                    | ۳۴   | ۳   | ۵        | ۰        | ۹      | ۱      | ۲    | ۰    | ۵۰    | ۴     |
| اینتر میلان         | ۲۰۰۰–۱۹۹۹           | سری آ                    | ۳۴   | ۱   | ۸        | ۱        | –      | –      | ۱    | ۰    | ۴۳    | ۲     |
| اینتر میلان         | ۰۱–۲۰۰۰             | سری آ                    | ۲۹   | ۰   | ۱        | ۰        | ۴      | ۰      | _    | _    | ۳۴    | ۰     |
| اینتر میلان         | ۰۲–۲۰۰۱             | سری آ                    | ۳۳   | ۰   | ۱        | ۱        | ۱۰     | ۱      | _    | _    | ۴۴    | ۲     |
| اینتر میلان         | ۰۳–۲۰۰۲             | سری آ                    | ۳۴   | ۱   | ۱        | ۰        | ۱۸     | ۰      | _    | _    | ۵۳    | ۱     |
| اینتر میلان         | ۰۴–۲۰۰۳             | سری آ                    | ۳۴   | ۰   | ۵        | ۰        | ۱۲     | ۰      | _    | _    | ۵۱    | ۰     |
| اینتر میلان         | ۰۵–۲۰۰۴             | سری آ                    | ۳۵   | ۰   | ۳        | ۰        | ۱۱     | ۰      | _    | _    | ۴۹    | ۰     |
| اینتر میلان         | ۰۶–۲۰۰۵             | سری آ                    | ۲۵   | ۰   | ۵        | ۰        | ۸      | ۰      | ۱    | ۰    | ۳۹    | ۰     |
| اینتر میلان         | ۰۷–۲۰۰۶             | سری آ                    | ۳۷   | ۱   | ۴        | ۰        | ۸      | ۰      | ۱    | ۰    | ۵۰    | ۱     |
| اینتر میلان         | ۰۸–۲۰۰۷             | سری آ                    | ۳۸   | ۱   | ۴        | ۰        | ۸      | ۰      | ۱    | ۰    | ۵۰    | ۱     |
| اینتر میلان         | ۰۹–۲۰۰۸             | سری آ                    | ۳۸   | ۰   | ۴        | ۰        | ۸      | ۰      | ۱    | ۰    | ۵۱    | ۰     |
| اینتر میلان         | ۱۰–۲۰۰۹             | سری آ                    | ۳۷   | ۰   | ۴        | ۰        | ۱۳     | ۰      | ۱    | ۰    | ۵۵    | ۰     |
| اینتر میلان         | ۱۱–۲۰۱۰             | سری آ                    | ۳۵   | ۰   | ۵        | ۰        | ۸      | ۱      | ۴    | ۱    | ۵۲    | ۲     |
| اینتر میلان         | ۱۲–۲۰۱۱             | سری آ                    | ۳۴   | ۰   | ۲        | ۰        | ۸      | ۰      | ۱    | ۰    | ۴۵    | ۰     |
| اینتر میلان         | ۱۳–۲۰۱۲             | سری آ                    | ۳۳   | ۰   | ۴        | ۰        | ۱۱     | ۰      | _    | _    | ۴۸    | ۰     |
| اینتر میلان         | ۱۴–۲۰۱۳             | سری آ                    | ۱۲   | ۰   | ۱        | ۰        | _      | _      | _    | _    | ۱۳    | ۰     |
| مجموع اینتر میلان   | مجموع اینتر میلان   | مجموع اینتر میلان        | ۶۱۵  | ۱۲  | ۷۱       | ۳        | ۱۵۹    | ۵      | ۱۳   | ۱    | ۸۵۸   | ۲۱    |
| مجموع آمار          | مجموع آمار          | مجموع آمار               | ۷۱۴  | ۱۷  | ۷۱       | ۳        | ۱۵۹    | ۵      | ۱۳   | ۱    | ۹۵۷   | ۲۶    |

## افتخارات

### باشگاهی
اینتر میلان
- سری آ(۵): ۰۶–۲۰۰۵، ۰۷–۲۰۰۶، ۰۸–۲۰۰۷، ۰۹–۲۰۰۸، ۱۰–۲۰۰۹
- کوپا ایتالیا(۴): ۰۵–۲۰۰۴، ۰۶–۲۰۰۵، ۱۰–۲۰۰۹، ۱۱–۲۰۱۰
- سوپر جام فوتبال ایتالیا(۴): ۲۰۰۵، ۲۰۰۶، ۲۰۰۸، ۲۰۱۰
- لیگ قهرمانان اروپا(۱): ۱۰–۲۰۰۹
- لیگ اروپا(۱): ۹۸–۱۹۹۷
- جام باشگاه‌های جهان(۱): ۲۰۱۰

### ملی
زیر ۲۳ سال آرژانتین
- بازی‌های المپیک: ۱۹۹۶ (نایب قهرمان)
- بازی‌های پان امریکن(۱): ۱۹۹۵

آرژانتین
- کوپا آمریکا: ۲۰۰۴، ۲۰۰۷ (نایب قهرمان)
- جام کنفدراسیون‌ها: ۱۹۹۵، ۲۰۰۵ (نایب قهرمان)

### شخصی
- تیم منتخب کوپا آمریکا(۲): ۲۰۰۴، ۲۰۰۷
- جوایز گلوب ساکر: ۲۰۱۶
- تالار مشاهیر باشگاه فوتبال اینتر میلان: ۲۰۱۸
- تالار مشاهیر فوتبال ایتالیا: ۲۰۱۸
- فیفا ۱۰۰

## آمار ملی

### بازی های ملی
حضور و گل ها در تیم ملی
| تیم ملی فوتبال آرژانتین | تیم ملی فوتبال آرژانتین | تیم ملی فوتبال آرژانتین |
| سال                     | بازی                    | گل                      |
| ----------------------- | ----------------------- | ----------------------- |
| ۱۹۹۴                    | ۳                       | ۰                       |
| ۱۹۹۵                    | ۱۵                      | ۱                       |
| ۱۹۹۶                    | ۶                       | ۰                       |
| ۱۹۹۷                    | ۴                       | ۰                       |
| ۱۹۹۸                    | ۹                       | ۲                       |
| ۱۹۹۹                    | ۱۱                      | ۰                       |
| ۲۰۰۰                    | ۷                       | ۰                       |
| ۲۰۰۱                    | ۹                       | ۰                       |
| ۲۰۰۲                    | ۶                       | ۰                       |
| ۲۰۰۳                    | ۸                       | ۱                       |
| ۲۰۰۴                    | ۱۴                      | ۱                       |
| ۲۰۰۵                    | ۱۰                      | ۰                       |
| ۲۰۰۶                    | ۰                       | ۰                       |
| ۲۰۰۷                    | ۱۵                      | ۰                       |
| ۲۰۰۸                    | ۱۱                      | ۰                       |
| ۲۰۰۹                    | ۸                       | ۰                       |
| ۲۰۱۰                    | ۲                       | ۰                       |
| ۲۰۱۱                    | ۷                       | ۰                       |
| مجموع                   | ۱۴۵                     | ۵                       |

### گل های ملی
| شماره | تاریخ        | میزبان      | بازی ملی | حریف            | نتیجه | رقابت                  |
| ----- | ------------ | ----------- | -------- | --------------- | ----- | ---------------------- |
| ۱     | ۲۲ ژوئن ۱۹۹۵ | مندوسا      | ۱۱       | اسلواکی         | ۶–۰   | دوستانه                |
| ۲     | ۱۴ مهٔ ۱۹۹۸   | کوردوبا     | ۲۸       | بوسنی و هرزگوین | ۲–۰   | دوستانه                |
| ۳     | ۳۰ ژوئن ۱۹۹۸ | سن-اتین     | ۳۴       | انگلستان        | ۲–۲   | جام جهانی فوتبال ۱۹۹۸  |
| ۴     | ۸ ژوئن ۲۰۰۳  | اوزاکا      | ۷۰       | ژاپن            | ۴–۱   | جام کیرین ۲۰۰۳         |
| ۵     | ۹ اکتبر ۳۰۰۴ | بوئنوس آیرس | ۸۸       | اروگوئه         | ۴–۲   | مقدماتی جام جهانی ۲۰۰۶ |

## عملکرد ملی

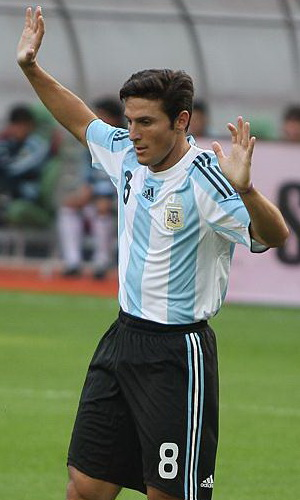
خاویر آدلمار زانتی

زانتی برای اولین بار برای تیم ملی فوتبال آرژانتین را در تاریخ ۱۶ نوامبر ۱۹۹۴ مقابل تیم ملی فوتبال شیلی با زیر نظر دانیل پاسارلا بازی کرد. اولین گل ملی خود را ۲۲ ژوئن ۱۹۹۵ در یک بازی دوستانه مقابل تیم ملی فوتبال اسلواکی به ثمر رساند.
او توسط دانیل پاسارلا برای حضور در جام جهانی فوتبال ۱۹۹۸ به تیم ملی فوتبال آرژانتین دعوت شد. اولین بازی خود را در بازی آغازین گروهی تیم مقابل تیم ملی فوتبال ژاپن انجام داد که با پیروزی ۱–۰ به پایان رسید. او در این تورنمنت یک گل مقابل تیم ملی فوتبال انگلستان به ثمر رساند.

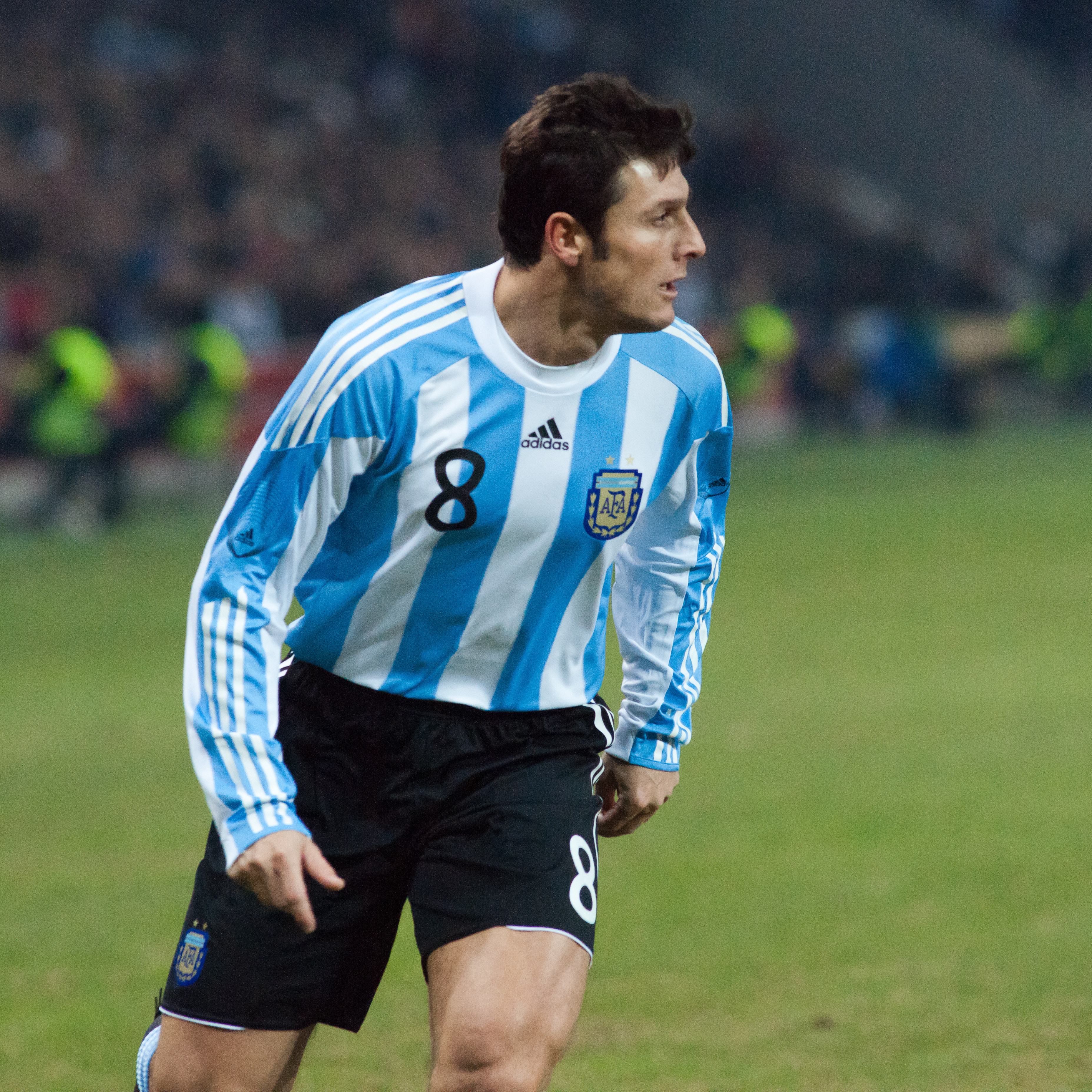
خاویر زانتی در لباس تیم ملی فوتبال آرژانتین

زانتی صدمین بازی ملی خود را برای آلبی‌سلسته در نیمه نهایی جام کنفدراسیون‌ها ۲۰۰۵ مقابل تیم ملی فوتبال مکزیک در تاریخ ۲۶ ژوئن ۲۰۰۵ آنجام داد و در پایان مسابقه جایزه بهترین بازیکن زمین را به دست آورد.
در یک تصمیم بحث برانگیز خوزه پکرمن زانتی را برای جام جهانی فوتبال ۲۰۰۶ به تیم ملی فوتبال آرژانتین دعوت نکرد.
پس از خداحافظی روبرتو آیالا از دنیای فوتبال زانتی بازوبند کاپیتانی را دریافت کرد. در ۱۷ نوامبر ۲۰۰۷ او در مقدماتی جام جهانی مقابل تیم ملی فوتبال بولیوی به رکورد بیشترین بازی ملی رسید. زانتی زیر نظر دیگو مارادونا یک فوتبالیست معمولی باقی ماند و به درخواست مارادونا بازوبند کاپیتانی را خاویر ماسکرانو بر بازوی خود بست.

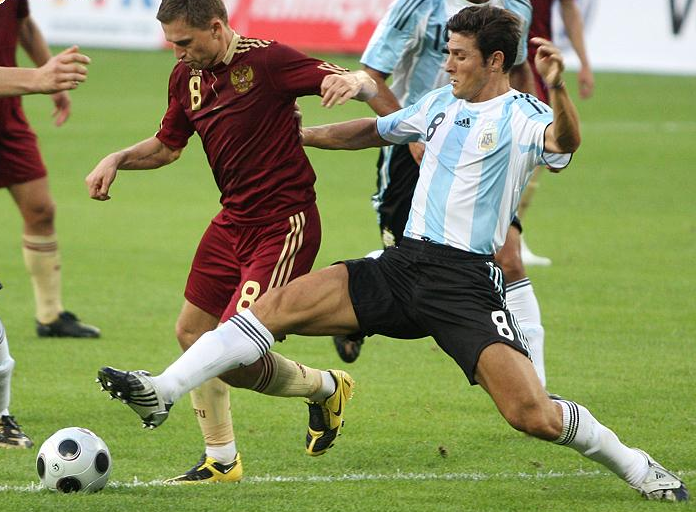
زانتی در حال بازی مقابل تیم ملی فوتبال روسیه در سال ۲۰۰۹

زانتی یکی از اعضای تیم آرژانتین برای کوپا آمریکا ۲۰۱۱ بود و در هر چهار بازی این تیم به عنوان بازیکن اصلی حضور داشت آنها در مرحله یک چهارم نهایی مقابل تیم ملی فوتبال اروگوئه شکست خوردند و از دور رقابت ها کنار رفتند. این آخرین بازی ملی خاویر زانتی بود. او ۱۴۵ بازی با پیراهن آلبی‌سلسته انجام داد و ۵ گل به ثمر رساند. و به نایب قهرمانی کوپا آمریکا ۲۰۰۴ و کوپا آمریکا ۲۰۰۷ و همچنین نایب قهرمانی جام کنفدراسیون‌ها ۱۹۹۵ و جام کنفدراسیون‌ها ۲۰۰۵ رسید.